# Gestionnaire des tâches Windows
Ne doit pas être confondu avec Gestionnaire de tâches.
Le gestionnaire des tâches Windows (fichier exécutable taskmgr.exe pour task manager en anglais) est un outil présent sur des systèmes d'exploitation développés par Microsoft qui permet d'afficher les applications et processus en cours d'exécution, de les arrêter, modifier leurs priorités, de basculer d'un programme à un autre, d'accéder aux fonctions de démarrage et d'extinction, et de contrôler des informations de performances. 

## Accès au gestionnaire des tâches
Le gestionnaire des tâches est affiché via la combinaison de touches Ctrl-Alt-Suppr du clavier, ou en ouvrant le menu contextuel de la barre des tâches (clic droit), puis sélectionner le « Gestionnaire des tâches » ; la combinaison de touches Ctrl-Shift-Echap affiche également le gestionnaire. Il est parfois impossible d'utiliser certaines commandes du gestionnaire des tâches en raison de restrictions de l'administrateur, notamment des tâches en rapport avec d'autres utilisateurs.

## Utilité du gestionnaire des tâches
Le gestionnaire des tâches peut être particulièrement utile lorsqu'un programme ne répond plus ou pour fermer une session sans se déconnecter. En effet il permet d'envoyer des interruptions pour les forcer à se terminer rapidement. Il permet aussi de consulter des informations sur la connexion à Internet et pour les administrateurs, à envoyer des messages à d'autres utilisateurs.